# Betreuungskombi
| Kombi Betreuung einer DRK-Einsatzeinheit mit Anhänger | Kombi Betreuung einer DRK-Einsatzeinheit mit Anhänger         |
| Fahrzeugdaten                                         | Fahrzeugdaten                                                 |
| ----------------------------------------------------- | ------------------------------------------------------------- |
| Besatzung:                                            | 8 (darunter 1 Gruppen- oder Truppführer & 5 Betreuungshelfer) |
| Verwendet von:                                        | DRK, ASB, MHD, JUH, DLRG, Feuerwehr                           |
| Geschwindigkeit:                                      | 136 km/h (abhängig von Modell)                                |
| Gewicht:                                              | 2,3 Tonnen, 2,39 Tonnen oder 3,5 Tonnen                       |
| Antrieb:                                              | Straße (Hinterachsantrieb)                                    |

Der Betreuungskombi bzw. laut Bundesamt für Bevölkerungsschutz und Katastrophenhilfe (BBK) früher auch Betreuungs-Kombi (BtKombi) ist ein Fahrzeug des Katastrophen- und Zivilschutzes, welches überwiegend Material und Personal zur Versorgung von betroffenen, aber unverletzten Personen bei einer Großschadenslage oder einer Katastrophe transportiert. Er ist Bestandteil des Betreuungsdienstes. Ein Betreuungskombi hat namensgebenderweise die Größe eines Kombi. Teilweise wird ein Betreuungskombi auch als Betreuungskraftwagen (BtKW) oder aufgrund seines Baukonzepts als Mannschaftstransportwagen Betreuung (MTW Bt) bezeichnet. Die interne Bezeichnung Kombi Soziale Betreuung ist weitgehend veraltet.

## Aufgaben
Der Betreuungskombi wird primär als Fahrzeug im Betreuungszug bei Betreuungslagen eingesetzt. Dazu gehört die soziale Betreuung von Betroffenen, das Errichten und der Betrieb von Notunterkünften sowie die Verpflegung von Betroffenen und Einsatzkräften. Im Wesentlichen transportiert der Betreuungskombi das hierzu nötige Personal und Ausrüstung. Er wird hierzu im Regelfall durch einen Betreuungslastkraftwagen ergänzt.
Weitere Einsatzmöglichkeiten sind beispielsweise:
- mobile Ausgabestelle für die Verteilung von Verpflegung, Bekleidung und anderen Hilfsgütern an Betroffene und Einsatzkräfte
- Zugfahrzeug für Wassertransportanhänger und Feldkochherde und andere Materialanhänger
- Führungsfahrzeug bei Einsätzen
- Fahrzeug zur Lenkung von Bevölkerungsbewegungen
- Transport unverletzter – jedoch nicht gehfähiger – Personen.

## Funkrufname
Im BOS-Funk gibt es keinen einheitlichen Funkrufnamen. Die Funkrufnamen sind in den jeweiligen Ländern sehr unterschiedlich.
Da das Fahrzeug als Mehrzweckfahrzeug (MTF) ausgelegt ist, bekommt die die Kennnummer des MTF im jeweiligen Bundesland (z. B. in Hessen die "18" (Rotkreuz 1/18-1)).

## Normung
Eine Normung nach DIN ist nicht vorhanden. Das BBK regelt per Typenblätter und Ausstattungslisten Aufbau sowie Beladung des Fahrzeuges und liefert im Rahmen seiner Ausstattungsergänzung Betreuungskombis an die am Katastrophenschutz beteiligten Hilfsorganisationen aus. Über Landesfördermittel oder durch die Hilfsorganisationen selbst beschaffte Betreuungskombis können von der Bundesausstattung abweichen.

## Ausstattung

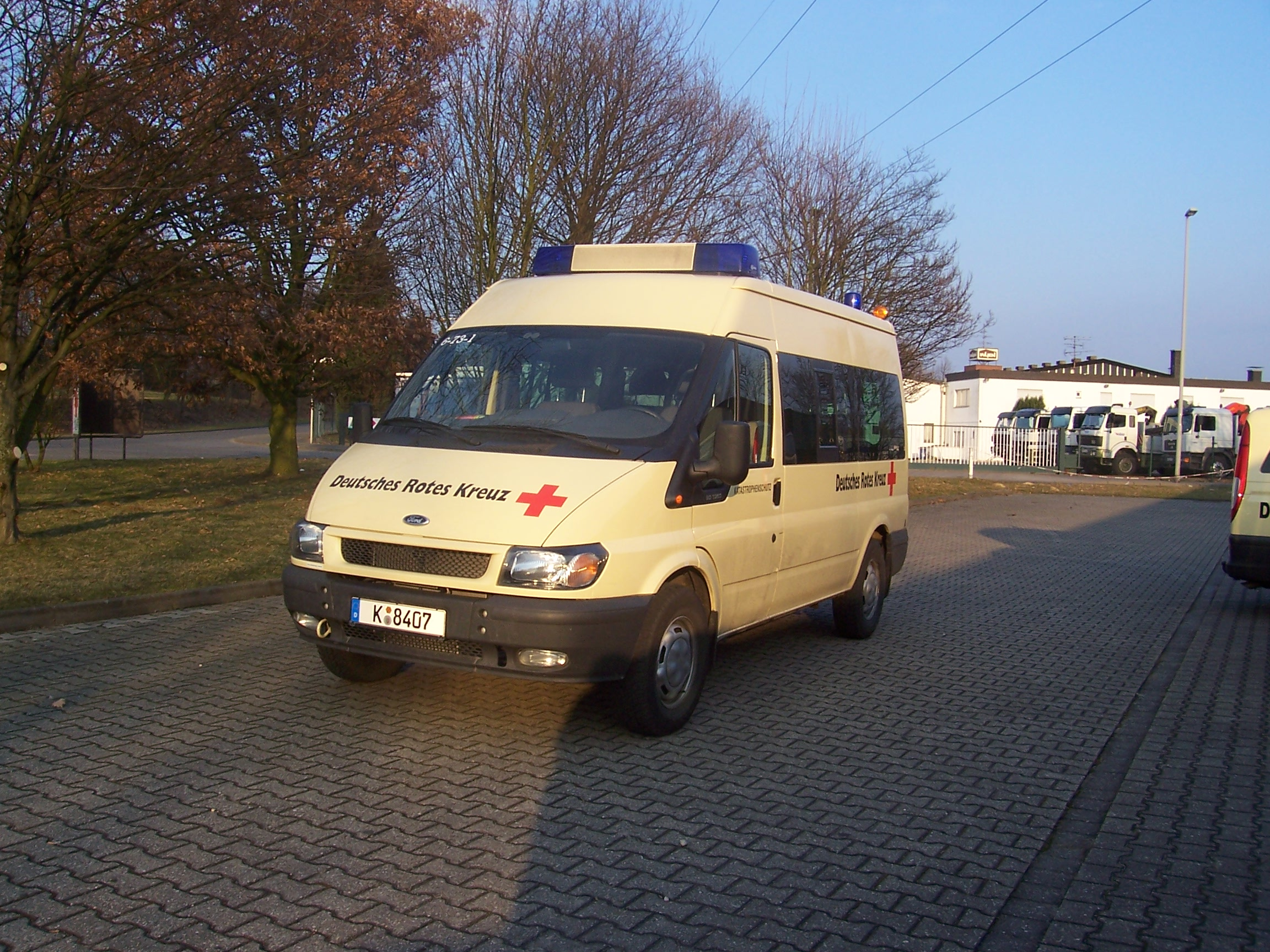
Durch das BBK beschaffter Betreuungskombi des DRK

Die Angaben über die verlasteten Beladung entsprechen der Grundausstattung des Bundes. Sie wird in der Regel unterschiedlich ergänzt. Die Fahrzeuge verfügen im Allgemeinen über eine Sondersignalanlage, eine Lautsprecheranlage und ein Sprechfunkgerät für BOS-Funk. Einen Auszug aus der Bundesbeladung für bestimmte Betreuungskombis (BA-Nr.: 1014/03) stellt die nachfolgende Tabelle zusammen:
| Teil                                 | Anzahl      |
| ------------------------------------ | ----------- |
| Sprechfunkgerät 4 m                  | 1           |
| Durchsageanlage                      | 1           |
| ABC-Schutzausstattung                | 12          |
| Handmegaphon, elektrisch             | 2           |
| Löschdecke                           | 6           |
| Sanitätsumhängetasche nach DIN 13160 | 3           |
| Folienabsperrband                    | 3 (à 500 m) |
| Ersatzrad                            | 1           |
| Kfz-Verbandkasten                    | 1           |
| Spaten kurz                          | 1           |

## Geschichte
Betreuungskombis gab es bereits seit den 1970er Jahren im erweiterten Katastrophenschutz. Sie wurden früher jedoch meist als Kombi Soziale Betreuung bezeichnet. Die Fahrgestelle stammten in der Regel von den Firmen Ford (Transit) und Volkswagen (Transporter T2, T3 und T4). Material des Betreuungsdienstes wie Zelte, Kochgerät usw. wurde auf Lkw im Betreuungszug mitgeführt. Diese wurden auch als Zugfahrzeuge für die Feldkochherde genutzt.
Diese Kombis gab es in den Gruppen „Soziale Betreuung“ und „Unterkunft“. Im Kombi für die Soziale Betreuung wurden Krankentragen, Sanitätsmaterial, Decken und Anhängekarten für Verletzte und weiteres Material zur Registrierung mitgeführt. Der Kombi der Unterkunftsgruppe führte dagegen Material zum Aufbau und zur Einrichtung von Behelfsunterkünften mit, wie zum Beispiel Feldbetten, Werkzeug und Lampen. Im Laufe der Jahre wurde die Ausrüstung und die Typenblätter zu den heutigen Betreuungskombis weiterentwickelt.